# Karyn Bravo
Karyn Christina Losada Bravo, mais conhecida como Karyn Bravo (São Paulo, 9 de outubro de 1981) é uma jornalista, apresentadora de televisão, palestrante, mediadora e mestre de cerimônias brasileira.

## Carreira
Formada em Pedagogia e Jornalismo, com pós-graduação. Começou a carreira em 2003 como editora das notícias internacionais do Jornal da Band. Em seguida, assumiu a edição e apresentação da Previsão do Tempo dos telejornais e do Notícias da Redação; apresentou também o Primeiro Jornal. Foi repórter e, eventualmente, apresentadora do Jornal da Band, ao lado do jornalista Ricardo Boechat.
Em novembro de 2008, Karyn foi contratada pelo SBT. Fez reportagens especiais, entrevistas com os candidatos à presidência, participou das apurações eleitorais, sabatinas políticas, das principais coberturas do jornalismo e ancorou os telejornais SBT São Paulo (2012), SBT Brasil (2009-2011), Jornal do SBT (2012-2016) e Primeiro Impacto (2016). Editou e apresentou o SBT Notícias, até 2019, quando ela foi dispensada da emissora.
Em julho de 2019, torna-se a nova apresentadora do Jornal da Cultura.
Desde março de 2020, apresenta o podcast "Melhor da Vida", que aborda os temas saúde e bem-estar, trazendo entrevistas com especialistas e mesclando informação e música de qualidade (clássica, jazz e instrumental brasileiro).

## Vida pessoal
É casada desde 2012 com o cirurgião-dentista André Loureiro, com quem tem dois filhos: Eduardo e Rafaela, nascidos em 2014 e 2018, respectivamente.

## Trabalhos na Televisão
| Ano           | Título              | Cargo                      | Emissora          |
| ------------- | ------------------- | -------------------------- | ----------------- |
| 2006-08       | Primeiro Jornal     | Apresentadora              | Rede Bandeirantes |
| 2006-08       | Notícias da Redação | Apresentadora              | Rede Bandeirantes |
| 2009-11       | SBT Brasil          | Âncora e Previsão do Tempo | SBT               |
| 2011-12       | Boletim SBT Brasil  | Apresentadora              | SBT               |
| 2012          | SBT São Paulo       | Apresentadora              | SBT               |
| 2012-16       | Jornal do SBT       | Apresentadora              | SBT               |
| 2016          | Primeiro Impacto    | Apresentadora              | SBT               |
| 2017-19       | SBT Notícias        | Apresentadora              | SBT               |
| 2017          | Bake Off SBT        | Participante               | SBT               |
| 2019-presente | Jornal da Cultura   | Âncora                     | TV Cultura        |